# Crimă pe mare
Crimă pe mare (1964) (în engleză Murder Ahoy!) este un film de crimă, de comedie polițistă, care a fost regizat de George Pollock după un scenariu de David Pursall și Jack Seddon inspirat de personaje create de Agatha Christie. În rolurile principale au interpretat actorii Margaret Rutherford, Stringer Davis și Lionel Jeffries.
A  avut premiera în 1964, fiind distribuit de Metro-Goldwyn-Mayer. Coloana sonoră a fost compusă de 	Ron Goodwin. Directorul de imagine a fost Desmond Dickinson.
Este al patrulea film MGM cu Margaret Rutherford ca Miss Jane Marple dar, spre deosebire de primele trei, se bazează pe un scenariu original inspirat de personajul Marple și nu pe un roman scris de Agatha Christie. Suspansul și atmosfera întunecată specifică lucrărilor Agathei Christie au fost înlocuite în mare parte cu scene ușoare, chiar capricioase, tipice unei comedii de maniere.

## Rezumat
Acțiunea are loc mai mult la bordul unei vechi corăbii din lemn, HMS Battledore, care a fost cumpărată de un Trust pentru reabilitarea tinerilor criminali.
La scurt timp după ce s-a alăturat consiliului de administrație al Trustului, Miss Marple (Margaret Rutherford) asistă la moartea subită a unui coleg administrator, care tocmai s-a întors după o vizită surpriză pe navă, foarte deranjat de ceea ce a descoperit acolo. El moare fără să poată dezvălui despre ce este vorba. Miss Marple reușește să obțină o mică mostră din tutunul său și constată că a fost otrăvit.
Hotărâtă să afle ce a descoperit administratorul ucis, ea vizitează nava, în timp ce dragul ei prieten și confident, domnul Jim Stringer (interpretat de soțul real al lui Margaret Rutherford, Stringer Davis), investighează la mal, cazându-se la un hotel cu vedere către corabie pentru a comunica cu Miss Marple prin codul morse. Căpitanul (Lionel Jeffries) este imediat nemulțumit de apariția acesteia și face un comentariu sarcastic despre îmbrăcămintea ei navală formală învechită, întrebând „Cine crede că este, mama lui Neptun?” Suferința lui se intensifică atunci când ea anunță că va rămâne la bord câteva zile și va dormi în cabina căpitanului, obligându-l să se mute în cabina comandantului său, ceea ce duce la o cascadă de mutări de cabine între ofițeri.
În acea noapte, unul dintre ofițeri este ucis - tăiat cu o sabie și apoi spânzurat de un catarg. Pe măsură ce ancheta poliției continuă, asistenta șefă este ucisă, aparent printr-o injecție cu otravă. Ancheta încurcă celebrarea tradițională de către navă a  Zilei Trafalgar. Oarecum nerezonabil, căpitanul dă vina pe Miss Marple pentru acest lucru. El îl roagă pe inspectorul șef Craddock (Bud Tingwell) să găsească o modalitate de a o scoate de pe navă, spunând: „Ea este piază-rea! Este Iona! Aduce un vânt rău!”.
Miss Marple le întinde o capcană: anunță echipajul că știe că otrava a fost administrată printr-o capcană de șoareci Ea sugerează că intenționează să dezvăluie identitatea criminalului în scurt timp. Ea îl convinge pe inspectorul șef Craddock să permită echipajului să plece la țărm pentru sărbătoarea Zilei Trafalgar, în timp ce ea rămâne la bordul navei pustii, împreună cu inspectorul șef Craddock și asistentul său, sergentul Bacon (Terence Edmond), ultimii doi ascunși în secret în așteptarea criminalului care va încerca să o reducă la tăcere.
Curând, apare ofițerul executiv („nr. 1” în limbajul naval, dar însemnând de fapt al doilea la comandă), comandantul Breeze-Connington (William Mervyn), care o informează că a deturnat o sumă mare de bani deoarece a crezut că-i merită deoarece i s-ar fi refuzat pe nedrept promovarea și că a comis cele trei crime precedente pentru a nu fi descopeit și că intenționează să o omoare pe loc.
Miss Marple îl cheamă pe inspectorul Craddock să facă arestarea, dar el și sergentul Bacon au rămas blocați accidental în ascunzătoarea lor și nu o pot ajuta. Breeze-Connington își scoate sabia, intenționând să o ucidă pe Miss Marple, dar Miss Marple este ea însăși o scrimeră amatoare. Ea și Breeze-Connington se angajează într-o luptă feroce cu sabia. Breeze-Connington reușește să o dezarmeze. Este pe cale să-i dea lovitura de grație, dar domnul Stringer, care, îngrijorat de siguranța ei, a vâslit în secret către navă în întuneric, îl doboară pe la spate cu un fier.
Căpitanul se confruntă cu o curte marțială pentru că nu a reușit să prevină delapidarea care a avut loc sub comanda sa. Când intră pentru a auzi verdictul, își vede sabia pe masă cu mânerul spre el și deduce din greșeală că a fost găsit vinovat. Miss Marple îl corectează; consiliul a constatat că nu a fost vina lui. Deși foarte ușurat că a evitat rușinea, el anunță că trebuie să demisioneze chiar și așa, pentru că a avut o aventură îndelungată cu asistenta navei (Joan Benham). Aceasta este o încălcare a regulii de aur care spune că nu ar trebui să existe „nicio legătură între persoane de sex diferit” la bordul navei, iar acum intenționează să se căsătorească, ceea ce l-ar descalifica pentru funcția sa de căpitan. Își ia rămas bun și se întoarce, dar Miss Marple îl oprește, spunând: „Cred că vorbesc în numele colegilor mei administratori atunci când spun că regula de aur este anulată. Ești un bun căpitan de mare, dar mi se pare că Battledore ar duce-o mai bine dacă ar fi și mâna unei femei la cârmă”. Căpitanul și asistenta se îmbrățișează cu bucurie.
În timp ce Miss Marple se suie în barcă pentru a părăsi nava, căpitanul și asistenta își iau rămas bun de pe punte. Căpitanul se întoarce spre asistentă și remarcă: „Știi, din prima clipă când am văzut-o, mi-am spus: „Ce bătrână simpatică!” Asistenta, amintindu-și de adevărata lui primă reacție, își ridică sprâncenele arcuite.

## Distribuție
Au interpretat actorii:
- Margaret Rutherford – Miss Jane Marple
- Lionel Jeffries – Căpitanul Sydney De Courcy Rhumstone
- Charles 'Bud' Tingwell – Inspector șef Craddock (ca Charles Tingwell)
- William Mervyn – Commander Breeze-Connington
- Joan Benham – Matron Alice Fanbraid
- Stringer Davis – Mr. Jim Stringer
- Nicholas Parsons – Dr. Crump
- Miles Malleson – Bishop Faulkner
- Henry Oscar – Lord Rudkin
- Derek Nimmo – Sublocotenent Eric Humbert
- Gerald Cross – Brewer (sau Lieutenant Commander Dimchurch)
- Norma Foster – Assistant Matron Shirley Boston
- Terence Edmond – Sergeant Bacon
- Francis Matthews – locotenent Compton
- Lucy Griffiths – Millie
- Bernard Adams – Dusty Miller
- Tony Quinn – Kelly (vagabondul care doarme în barca de la mal)
- Edna Petrie – Miss Pringle
- Bill Dean - Police Constable (nemenționat)
- Roy Holder – Petty Officer Lamb (nemenționat)
- Henry B. Longhurst – Cecil Ffolly-Hardwicke (nemenționat)
- Desmond Roberts – Sir Geoffrey Bucknose (nemenționat)
- Ivor Salter – Police Sergeant (nemenționat)
- Arnold Schulkes – Officer (nemenționat)
- Paddy Smith – Steward (nemenționat)